# Rohožník (district de Malacky)
Rohožník (allemand : Rohrbach) est un village de Slovaquie situé dans la région de Bratislava.

## Histoire
Première mention écrite du village en 1532.

## Démographie

### Évolution de la population
| Année:               | 1994. | 2004.   | 2014.   | 2024.   |
| -------------------- | ----- | ------- | ------- | ------- |
| Nombre de personnes: | 3321  | 3480    | 3466    | 3523    |
| Différence:          |       | +4,78 % | -0,40 % | +1,64 % |

| Année:               | 2023. | 2024.   |
| -------------------- | ----- | ------- |
| Nombre de personnes: | 3551  | 3523    |
| Différence:          |       | -0,78 % |

## Politique
| Nom          | Parti politique    | date de l'élection | Fin du mandat |
| ------------ | ------------------ | ------------------ | ------------- |
| Peter Švaral | ĽS-HZDS, SNS, SMER | 02.12.2006         | décembre 2010 |